# 777 Tower
777 Tower
O 777 Tower (também conhecido como Pelli Tower) é um arranha-céu de escritórios de 52 andares de  221 m (725 ft) de altura localizado em Los Angeles, Califórnia. Sendo o 7° edifício mais alto da cidade de Los Angeles.  
O edifício foi projetado pelo arquiteto argentino, César Pelli, no estilo arquitetônico pós-moderno, e desenvolvido pela South Figueroa Plaza Associates. O edifício contém aproximadamente 95,200 m² (21.025.000 sq ft) e um lobby de mármore italiano de três andares. O exterior é revestido com metal branco esculpido e vidro.